# Rafał Wnuk (historyk)
Rafał Wnuk (ur. 22 maja 1967 w Zamościu) – polski historyk, politolog i muzealnik, profesor nauk humanistycznych. Od 2024 dyrektor Muzeum II Wojny Światowej w Gdańsku.

## Kariera naukowa
W latach 1982–1987 był uczniem Technikum Rolniczego przy Zespole Szkół Rolniczych w Zamościu. W 1987 został studentem historii na Katolickim Uniwersytecie Lubelskim. Pracę magisterską pod tytułem Konspiracja akowska i poakowska na Zamojszczyźnie od lipca 1944 do 1956 r. napisał pod kierunkiem prof. Tomasza Strzembosza.
W latach 1993–1997 był doktorantem Szkoły Nauk Społecznych przy Instytucie Filozofii i Socjologii Polskiej Akademii Nauk oraz uczestnikiem seminarium doktoranckiego u prof. Tomasza Strzembosza. W 1999 obronił rozprawę doktorską pod tytułem Zorganizowany opór wobec komunistycznego państwa na przykładzie Okręgu Lublin AK-DSZ-WiN w latach 1944–1947.
Były naczelnik Biura Edukacji Publicznej Instytutu Pamięci Narodowej Oddział w Lublinie (2000–2009) i były pracownik naukowy w Pracowni Ziem Wschodnich II RP Instytutu Studiów Politycznych PAN (1996–2008). Od 2008 wykładowca w Instytucie Historii Katolickiego Uniwersytetu Lubelskiego Jana Pawła II. W latach 2002–2010 pełnił funkcję redaktora półrocznika historycznego Instytutu Pamięci Narodowej pt. „Pamięć i Sprawiedliwość”. Uzyskał habilitację w 2008 r. w Instytucie Studiów Politycznych Polskiej Akademii Nauk na podstawie pracy „Za pierwszego Sowieta”. Polska konspiracja na Kresach Wschodnich II Rzeczypospolitej (wrzesień 1939 – czerwiec 1941). 23 września 2017 r., decyzją prezydenta RP Andrzeja Dudy, został profesorem nauk humanistycznych. Niezależnie od tego, szereg wątpliwości wobec postępowania profesorskiego zgłosiła Joanna Gruba.
Jest autorem i współautorem licznych publikacji naukowych dotyczących historii II wojny światowej, polskiego podziemia niepodległościowego oraz polityki pamięci. Jest także pomysłodawcą i redaktorem naczelnym Atlasu polskiego podziemia niepodległościowego 1944–1956. Specjalność: polska konspiracja na Kresach Wschodnich w latach 1939–1941, wywiad Polskich Sił Zbrojnych oraz Armii Krajowej w okresie II wojny światowej, stosunki polsko-ukraińskie w latach 1939–1947.
Został wybrany na członka Komitetu Nauk Historycznych PAN na kadencję 2020–2023. W latach 2008–2017 pełnił funkcję głównego specjalisty w Muzeum II Wojny Światowej w Gdańsku, a w latach 2013–2017 był kierownikiem Działu Naukowego tego muzeum. Jest współautorem scenariusza wystawy głównej (wspólnie z Pawłem Machcewiczem, Piotrem Majewskim i Januszem Marszalcem) i autorem dużej części jej treści. Scenariusz ten został skrytykowany jako „niedostatecznie patriotyczny” przez polityków Zjednoczonej Prawicy i zmieniony w okresie, gdy funkcję dyrektora muzeum pełnił Karol Nawrocki, co wzbudziło protesty twórców ekspozycji. W styczniu 2018 wystąpili oni do sądu z pozwem przeciwko muzeum, zarzucając nowej dyrekcji naruszenie praw autorskich. Proces trwał 5 lat w dwóch instancjach. Był to pierwszy proces w skali polskiej i międzynarodowej, którego przedmiotem była muzealna wystawa narracyjna i jej scenariusz, rozumiane jako utwory chronione prawami autorskimi. 17 kwietnia 2023 roku Sąd Apelacyjny w Warszawie prawomocnie utrzymał w mocy wyrok I instancji, wydany przez Sąd Okręgowy w Gdańsku, w którym sąd ten stwierdził naruszenie praw autorskich do wystawy i nakazał muzeum zapłatę kwoty 10 tys. zł na cel charytatywny oraz usunięcie filmu podsumowującego wystawę, który zmieniał całościowy jej przekaz. Jednakże Sąd Okręgowy w Gdańsku nie uwzględnił w całości żądań powodów, którzy domagali się przywrócenia wystawie całkowicie pierwotnego kształtu, gdyż 16 innych ingerencji nowej dyrekcji muzeum w treść ekspozycji nie było dostrzegalnych dla przeciętnego widza.
14 marca 2024 został powołany na stanowisko p.o. dyrektora Muzeum II Wojny Światowej w Gdańsku, stanowisko objął 2 kwietnia tego samego roku. Od 1 kwietnia 2025 jest dyrektorem tej placówki. Został też powołany w skład Rady do spraw Muzeów i Miejsc Pamięci Narodowej na kadencję 2024–2027.
Rafał Wnuk znany jest również ze swoich badań nad historią Narodowych Sił Zbrojnych, a zwłaszcza Brygady Świętokrzyskiej, która była kontrowersyjną formacją zbrojną działającą w czasie II wojny światowej. Jego prace i wystąpienia wskazują na negatywne aspekty działalności Brygady, w tym kolaborację z Niemcami, wyznawanie ideologii faszystowskiej i brutalne działania wobec członków innych organizacji niekomunistycznych. Wnioski z badań Wnuka wpłynęły na debatę na temat Brygady Świętokrzyskiej i jej miejsca w historii polskiego ruchu oporu.
Jego rodzina pochodzi ze wsi Wysokie pod Zamościem. Jest wnukiem Bolesława Wnuka, posła na Sejm II Rzeczypospolitej.

## Publikacje
- Konspiracja akowska i poakowska na Zamojszczyźnie od lipca 1944 r. do 1956 r., Lublin 1993;
- Pany i Rezuny. Współpraca AK-WiN i UPA 1945–1947, Warszawa 1997 (z Grzegorzem Motyką);
- Okręg Lublin AK-DSZ-WiN 1944–1947, Warszawa 2000.
- Atlas polskiego podziemia niepodległościowego 1944–1956 (redakcja całości)
- „Za pierwszego Sowieta”. Polska konspiracja na Kresach Wschodnich II Rzeczypospolitej (wrzesień 1939 – czerwiec 1941), Warszawa 2007. Wyd. Instytut Pamięci Narodowej i Instytut Studiów Politycznych PAN, ISBN 978-83-60464-47-2.
- Wojna po wojnie. Antysowieckie podziemie w Europie Środkowo-Wschodniej w latach 1944–1953 (z Grzegorzem Motyką, Tomaszem Stryjkiem i Adamem F. Baranem), Wydawnictwo Naukowe Scholar – Instytut Studiów Politycznych PAN – Muzeum II Wojny Światowej, Gdańsk – Warszawa 2012;
- Leśni bracia. Podziemie antykomunistyczne na Litwie, Łotwie i w Estonii 1944-1956, Warszawa 2018;
- Niezłomni czy realiści? Polskie podziemie antykomunistyczne bez patosu (ze Sławomirem Poleszakiem), Warszawa 2024.

## Nagrody i odznaczenia
- 2008 – Nagroda „Przeglądu Wschodniego” za rok 2007, za książkę pt. „Za pierwszego Sowieta”. Polska konspiracja...
- 2008 – Nagroda od Jury i Czytelników w konkursie „Książka Historyczna Roku im. Oskara Haleckiego”, dla zespołu redakcyjnego za książkę pt. Atlas polskiego podziemia niepodległościowego 1944–1956, Warszawa-Lublin 2007.
- 2009 – Srebrny Krzyż Zasługi, za zasługi w dokumentowaniu i upamiętnianiu prawdy o najnowszej historii Polski[16].
- 2014 – Nagroda im. Jerzego Giedroycia jako współautor książki Wojna po wojnie. Antysowieckie podziemie w Europie Środkowo-Wschodniej w latach 1944–1953.

## Kontrowersje
Jako p.o. dyrektora Muzeum II Wojny Światowej w Gdańsku podjął decyzję o przywróceniu pierwotnego kształtu stałej wystawy, w związku z czym 24 czerwca 2024 roku usunięto z wystawy w muzeum dodane później materiały dotyczące bohaterów II wojny światowej: rotmistrza Witolda Pileckiego, rodziny Ulmów oraz św. Maksymiliana Marii Kolbego. Ruch ten wywołał niezadowolenie społeczne oraz dyskusję w mediach. Swój sprzeciw wyraził również lider PSL Władysław Kosiniak-Kamysz. Sam Wnuk porównał sposób prezentacji tych postaci do prezentacji Myszki Miki i Supermana, a sprzeciw wobec swojej decyzji określił „szantażem patriotycznym”. Muzeum zapewniło, że nieprawdą jest, że rtm Witold Pilecki został usunięty, usunięto wyłącznie jedno, niepasujące do całości zdjęcie rotmistrza z innej epoki i w cywilu. Wyjaśniono też, że prezentacja Maksymiliana Kolbego i rodziny Ulmów będzie godna, rzetelna i zgodna z najnowszymi badaniami. Placówka zapewniła również, że „nie powieli nieścisłości i błędów, które widniały na usuniętych ekspozycjach”.